# واترفورد، نیوجرسی
واترفورد (به انگلیسی: Waterford Township) شهری در ایالت نیوجرسی کشور ایالات متحده آمریکا است که جمعیت آن در سرشماری سال ۲۰۱۰ میلادی، ۱۰٬۶۴۹ نفر بوده‌است.